# マリオ・アドルフ
マリオ・アドルフ （Mario Adorf, 1930年9月8日 - ）は、イタリア系ドイツ人の俳優。ドイツ作品のみならず、ハリウッド映画・イタリア映画・イギリス映画・フランス映画にも出演し、国際的に活躍している。監督作品もある。『炎の戦士/ロビン・フッド』（1970年/未/テレビ放映/ビデオ）の英語版ではマルコ・アドルフ（Marco Adorf）とクレジットされている。身長178センチ。

## 人物
俳優としての特徴
スイスのチューリッヒでイタリア人の外科医とドイツ人の看護師の間に生まれた。映画デビュー作は1954年公開の『08/15』で、彼はこの時ドイツ人兵士の役を演じた。ドイツを含むヨーロッパで人気が高まり、『ダンディー少佐』（1965年）、同年の『姿なき殺人者』といった外国作品にも出るようになった。1961年にはイヴ・シャンピ監督の日本（松竹）&フランス合作の映画『スパイ・ゾルゲ/真珠湾前夜』にも出演した。また、マカロニ・ウエスタンを始めとするイタリア映画への出演も少なくなく、国際スターが競演のテレビ・ミニ・シリーズ『マルコ・ポーロ/シルクロードの冒険』（1982年）にはケン・マーシャルやデーヴィッド・ウォーナーらと共演した。
BBCの『スマイリーと仲間たち』（Smiley's People、原作：ジョン・ル・カレ）ではドイツ人クラブオーナーを、イタリアではテレビ『Zu Gino』でメインキャラクターをそれぞれ演じた。
現在もドイツの映画、テレビドラマで活躍中。
マカロニ・ウエスタン
クラウス・キンスキーやウィリアム・バーガー、ホルスト・フランク、ペーター・カルステン、ヴェルナー・ポチャス、ダン・ヴァン・フセン等のドイツ語圏の俳優も1960年代に席巻したイタリア主導で製作された西部劇（マカロニ・ウエスタン）に出演した。これら諸作には西ドイツの制作会社との合作が少なくなかった背景からドイツ語圏の映画人が多数参加している理由である。
アドルフも西ドイツ主導でクロアチア（旧ユーゴ・スラビア）にロケしたウィネットー・シリーズの第1作目『アパッチ』（1963年）を皮切りに欧州各地の西部劇に出演する様になった。西ドイツ製西部劇としてはチェコ・スロヴァキアで撮影されたブラッド・ハリス主演の『アーカンソー征服』（1964年/未ソフト化/正式には西ドイツとイタリアとフランス資本との合作）やスペイン領カナリア諸島で撮影されたエドマンド・パーダム主演の『サンタ・クルスへの最後の乗車』（1964年/未ソフト化/西ドイツとオーストリアの合作）があるが、彼は脇役や悪役だった。その流れで、サム・ペキンパー監督のメキシコで撮影した米国西部劇『ダンディー少佐』（1965年）にも騎兵隊員役で出演している。因みに、アドルフはオーストリア女優のセンタ・バーガーと共に起用され、ドイツ語圏を中心にした欧州市場を視野に入れてのものだった。
マカロニ・ウエスタンにはジュリアーノ・ジェンマと息の合う所を見せた『暁のガンマン（さすらいの用心棒）』（1968年/未/テレビ放映）やメキシコ山賊を演じたセルジオ・コルブッチ監督の『スペシャリスト』（1969年）があり、個性派俳優として印象を残した。
1970年には現代西部劇に分類されるイスラエル・ロケの『デッドロック』に主演した。尚、本作は2021年に日本でも劇場公開された。
この後もマカロニ・ウエスタンへの出演活動の延長で、フェルナンド・ディ・レオ監督の『皆殺しハンター』（1972年）やステファーノ・バンツィーナ監督の『黒い警察』等の時流に乗った現代アクション物にも出演した。

### 私生活
1962年、Lis Verhoevenと結婚し、Stellaをもうけるが2年後に離婚。1985年にMonique Fayeと再婚。
フランシス・フォード・コッポラ監督の『ゴッドファーザー』と ビリー・ワイルダー監督の『ワン、ツー、スリー/ラブハント作戦』への出演を辞退したことを悔やんでいる。また、サム・ペキンパー監督の『ワイルドバンチ』（1969年）におけるマパッチ将軍の役が暴力的過ぎると感じたため辞退したことがある。

## 受賞歴
- 2000 Bavarian Film Awards Honorary Award

## 主な出演作品
- 08/15 08/15 （1954年）
- 戦線の08/15 08/15 - Zweiter Teil （1955年）
- 最後の08/15 08/15 - In der Heimat （1955年）
- 女と男 Mädchen und Männer （1957年）
- スターリングラードからの医者 Der Arzt von Stalingrad （1958年）
- スキャンダル Das Mädchen Rosemarie （1958年）
- 裏切り Bumerang （1959年）
- 死の船 Das Totenschiff （1959年）
- スパイ・ゾルゲ / 真珠湾前夜 Qui êtes-vous, Monsieur Sorge? （1961年） -　共演：岸惠子、小沢栄太郎、浅茅しのぶ、南原宏治、山内明
- 白昼の情事 Station Six-Sahara （1962年）
- アパッチ Winnetou - 1.Teil （1963年）
- ダンディー少佐 Major Dundee （1965年）
- 姿なき殺人者 Ten Little Indians （1965年）
- 国境は燃えている Le soldatesse （1965年）
- 私は彼女をよく知っていた Io la conoscevo bene （1965年）
- 秘密大戦争 The Secret Agents （1965年）
- ナポリと女と泥棒たち Operazione San Gennaro （1966年）
- イスタンブール That Man in Istanbul （1966年）
- セックス・パニック/愛欲のイタリア女族物語 Le dolci signore （1967年）
- さすらいの用心棒／暁のガンマン ...e per tetto un cielo di stelle （1968年）
- スペシャリスト Gli specialisti　（1969年）
- SOS北極... 赤いテント The Red Tent （1969年）
- ピノッキオの冒険 Le avventure di Pinocchio （1972年）
- カタリーナ・ブルームの失われた名誉 Die verlorene Ehre der Katharina Blum （1975年）
- ブリキの太鼓 Die Blechtrommel （1978年） -　キネマ旬報ベストテン第1位
- 悲愁 Fedora （1979年）
- 第三帝国の遺産 The Holcroft Covenant （1985年）
- モモ Momo （1986年）
- 悦楽晩餐会 / または誰と寝るかという重要な問題 Rossini （1997年）
- マフィアの妻（おんな）たち Vera - Die Frau des Sizilianers （2005年）